# 누구를 위한 반역인가
〈누구를 위한 반역인가〉(The Counterfeit Traitor)는 1962년에 제작된 조지 시튼 감독의 미국 영화이다.

## 출연진
- 윌리엄 홀든
- 릴리 팔머
- 휴 그리피스
- 찰스 레니어
- 잉그리드 반 버겐
- 볼프강 프라이스
- 베르너 페터스
- 클라우스 킨스키
- 에바 달베크
- 에리카 베어
- 스테판 슈나벨